# Roa de Duero
Roa de Duero település Spanyolországban, Burgos tartományban. Roa de Duero Mambrilla de Castrejón, Pedrosa de Duero, Anguix, La Horra, Gumiel de Mercado, Berlangas de Roa, Hoyales de Roa, Fuentecén, Haza, La Cueva de Roa, Tórtoles de Esgueva és Olmedillo de Roa községekkel határos. Lakosainak száma 2244 fő (2024).

## Népesség
A település népessége az utóbbi években az alábbiak szerint változott:
| Lakosok száma | 2250 | 2272 | 2363 | 2495 | 2456 | 2443 | 2273 | 2183 | 2196 | 2244 |
|               | 2001 | 2004 | 2006 | 2009 | 2011 | 2014 | 2016 | 2019 | 2021 | 2024 |